# Anetta Keys: Loucuras de uma Tcheca no Brasil
Anetta Keys: Loucuras de uma Tcheca no Brasil ist ein
brasilianischer Pornofilm aus dem Jahr 2005. Regie führten die Fuck Brothers.
Sowohl die Produktion als auch der Vertrieb des Streifens wurden von der
brasilianischen Produktionsfirma Sexxxy übernommen. Die
Veröffentlichung erfolgte direkt auf DVD (sogenanntes
Straight-to-DVD).

## Handlung
Der Film reiht vier Sexszenen aneinander, in denen jeweils zwei
Darsteller zu sehen sind. In den ersten drei Szenen werden
ausschließlich heterosexuelle Praktiken von einem rein brasilianischen
Cast gezeigt (Tamiry Chiavari und Juan Martinez,
Abigail Fantini und Alex Ferraz sowie Agatha Rangel und Carlos Bazuca),
erst in der vierten Szene folgt ein Bruch – die namensgebende Akteurin
Anetta Keys (bürgerlich: Aneta Šmrhová) aus Tschechien hat
lesbischen Sex  mit der aus Brasilien stammenden Darstellerin Carol
Fonseca.